# Feuerschutzsteuer
Die Feuerschutzsteuer ist eine Steuer, die in verschiedenen Ländern auf die Versicherungsprämien für Feuerversicherungen erhoben wird.

## Situation in einzelnen Ländern

### Deutschland
In Deutschland gehört die Feuerschutzsteuer zu den Ländersteuern und wird auf der Grundlage des Feuerschutzsteuergesetzes (Abkürzung: FeuerschStG) erhoben. Der Feuerschutzsteuer unterliegt die Entgegennahme des Versicherungsentgelts aus
1. Feuerversicherungen einschließlich Feuer-Betriebsunterbrechungsversicherungen,
2. Gebäudeversicherungen und Hausratversicherungen, wenn das Versicherungsentgelt teilweise auf Gefahren entfällt, die Gegenstand einer Feuerversicherung sein können.

Die Steuerpflicht tritt nur ein, wenn die versicherten Gegenstände sich bei der Entgegennahme des Versicherungsentgelts im Geltungsbereich des Feuerschutzsteuergesetzes befinden. Die versicherten Gegenstände müssen sich im Inland befinden. Steuerschuldner ist der Versicherer. Er hat die Feuerschutzsteuer selbst zu berechnen (Steueranmeldung) und an das zuständige Finanzamt zu entrichten.
Die Einnahmen aus der Feuerschutzsteuer werden nach einem im Feuerschutzsteuergesetz definierten Schlüssel auf die einzelnen Bundesländer aufgeteilt. Sie sind zweckgebunden und kommen dem Brandschutz zugute.
Seit dem 1. Juli 2010 gelten folgende Steuersätze:
Feuer- und FBU-Versicherungen: Steuersatz gesamt 22 %
davon 60 % Versicherungssteuer = 13,2 %
davon 40 % Feuerschutzsteuer = 8,8 %
Wohngebäudeversicherungen: Steuersatz gesamt 19 %
davon 86 % Versicherungssteuer = 16,34 %
davon 14 % Feuerschutzsteuer = 2,66 %
Hausrat-Versicherungen: Steuersatz gesamt 19 %
davon 85 % Versicherungssteuer = 16,15 %
davon 15 % Feuerschutzsteuer = 2,85 %
Vom 1. Juli 1994 bis 30. Juni 2010 betrug die Feuerschutzsteuer 8 % des Versicherungsbeitrags (Prämie). Dieser Satz wurde bei Prämien aus der Feuerversicherung voll angewandt, bei der Gebäude- und der Hausratversicherung jedoch nur anteilig auf 25 % beziehungsweise 20 % der Prämie bemessen (fiktiv angesetzter Feueranteil), wodurch der effektive Steuersatz auf die Gesamtprämie 2 % beziehungsweise 1,6 % betrug.
Erhöhungen, die sich aus der veränderten Ermittlung der Feuerschutzsteuer im Jahr 2010 ergaben, trug der Versicherer. Da die Feuerschutzsteuer in die mit dem Kunden vereinbarten Beitragssätze einkalkuliert ist, blieb der Nettobeitrag unverändert.
Das Aufkommen betrug im Jahr 2017 451 Mio. Euro, im Jahr 2023 634 Mio. Euro.
Nicht zu verwechseln ist die Feuerschutzsteuer mit der Feuerwehrabgabe, die vor allem in Bayern und Baden-Württemberg sowie auch in Thüringen und Sachsen erhoben wurde.

#### Geschichte
Bereits in früherer Zeit gab es für Bewohner von Ortschaften Handhabungen der zwangsweisen finanziellen Beteiligung zur Sicherstellung des Brandschutzes in Form von Auflagen. Anordnungen unter Pfalzgraf Karl IV. aus dem Jahr 1772 dienten der Verhütung eines Brandes und der Bevorratung und Benutzung von Löscheimern. Streng wurde darauf gehalten, dass stets jeder Hauswirt einen mit Wasser gefüllten Zuber bereitstehen und einen mit Namen versehenen ledernen Feuereimer greifbar hatte. Die jeweilige Gemeinde musste eine bestimmte Anzahl von Eimern vorrätig halten. Es durfte kein Einwohner heiraten oder als Untertan angenommen werden, der nicht den Gemeindeeimern einen neuen, mit Jahreszahl und Namen versehenen zugeliefert hatte.

### Österreich
In Österreich ist die Feuerschutzsteuer ein integrierter Bestandteil der Prämie bei der Feuerversicherung.
Sie ist zweckgebunden für das Feuerwehrwesen. Sie ist zwar eine Bundessteuer, wird aber an die Bundesländer weitergegeben.
Die Bundesländer finanzieren damit einerseits die Landeseinrichtungen wie Feuerwehrschulen und Landesverbände, andererseits wird ein großer Teil als Subvention an die örtlichen Feuerwehren weitergegeben, um die Mindestausrüstungsordnung zu erfüllen. Ein Teil der Feuerschutzsteuer wird auch für die Brandverhütungsstellen verwendet.
Durch den harten Konkurrenzkampf am Versicherungsmarkt ist das Prämienaufkommen und damit die Feuerschutzsteuer stark gesunken. Das schlägt bis zu den einzelnen Feuerwehren durch, bei denen Subventionen reduziert werden und längere Wartezeiten bis zur Auszahlung entstehen.
Außerdem hat sich das Einsatzgeschehen stark weg vom Brandeinsatz zum technischen Einsatz durch das stärker werdende Verkehrsaufkommen verschoben. Deshalb sind der Bundesfeuerwehrverband und die einzelnen Landesverbände bestrebt, einen Teil der Kraftfahrzeugsteuer zu bekommen, was aber bisher nicht gelungen ist.